# إمري بكساي
إمري بكساي (بالمجرية: Bacskai Balázs)‏ (مواليد 29 يناير 1988) هو ملاكم برازيلي، مثّل بلاده في الألعاب الأولمبية الصيفية 2016.

## روابط خارجية
بالاج باتشكاي على موقع بوكس ريك (الإنجليزية) (registration required)
- بالاج باتشكاي على موقع اللجنة الأولمبية الدولية (الإنجليزية)
- بالاج باتشكاي على موقع أوليمبيديا (الإنجليزية)
- بالاج باتشكاي على موقع اللجنة الأولمبية المجرية (الهنغارية)